# 杨备
杨备（？—？），宋朝政治人物。
杨备曾于1032年接替向绎任华亭县知县一职，1033年由唐询接任。